# Демонстрации в Варндте (1937)
Пограничные демонстрации в Варндте в 1937 году были несколькими акциями протеста горняков Варндта.

## Предпосылки
«Гренцгенгеры» были немецкими горняками из района Саар, которые каждый день ездили в Лотарингию, чтобы там заработать на жизнь. Этот район считался источником беспорядков в Третьем рейхе, поскольку пролетарская среда была сильно коммунистической и социалистической по своему характеру ещё до аннексии Саара, и многие активисты КПГ и СДПГ, а также профсоюзов бежали в Лотарингию после аннексии. Там были установлены пограничные заставы, особенно в Форбаке. Ежедневное движение автоколонн через границу давало изгнанным группам двух партий возможность контрабандой ввозить в Германский Рейх нелегальную литературу, а также заниматься политической рекламой.
В 1937 году Рейхсуправление по валютному менеджменту издало указ, обязывающий рабочих Саара обменивать свою заработную плату в Германском Рейхе по официально установленным обменным курсам вместо тех, что были во Франции. В результате рабочие потеряли 30 % своей заработной платы.

## Попытки избежать конфликт
Представители эмигрантской оппозиции посоветовали в первую очередь исчерпать законные возможности. 24 января 1937 года в Гросроссельне состоялась первая встреча Германского трудового фронта (DAF), которая не принесла никаких улучшений, а скорее усилила конфликт из-за присутствия 2000 разгневанных и темпераментных шахтёров. Кроме того, французская Всеобщая конфедерация труда (фр. Confédération générale du travail) начала кампанию в пользу немецких рабочих.

## Демонстрации
КПГ призвала поменять деньги в середине февраля на следующую выплату заработной платы, а затем вместе пересечь границу. Этот проект был реализован 14 февраля. Полуденная смена шахты Сарр-Мозель, около 6000 человек, пересекла границу под лозунгом «Либо все 6000 в концлагерь, либо никого!». Затем последовали ночные и ранние смены (около 2000 человек). Протесты продолжались до 16 числа. Затем гауляйтер Йозеф Бюркель приостановил действие постановления. При этом, однако, он превысил свои полномочия, и было отменено другое постановление, ограничивавшее отстранение Бюркеля до такой степени, что шахтёры теперь должны были разменять две трети своей заработной платы в Рейхе.
Акции протеста продолжались до конца месяца. Тогда гестапо начало принимать меры против шахтёров при поддержке местных групп НСДАП. Сначала был арестован 21 рабочий. После этого начались обширные допросы по поводу вынесения приговоров. Около 1000 рабочих были приговорены к штрафу в размере 130 рейхсмарок и шести неделям тюрьмы. Бюркель усилил давление и приговорил восемь «зачинщиков» к тюремному заключению сроком до десяти с половиной месяцев. Нацистская пропаганда начала кампанию против «коммунистических агитаторов» в Варндте.

## Последствия
После вынесения приговора снова начались протесты. Рабочие отправили делегации в органы власти и пресс-службы. Женская делегация попыталась добраться до самого Гитлера, но ей отказали. Этот огромный контингент в конечном итоге привёл к отмене штрафных санкций с 1000 рабочих. Восемь «зачинщиков» также были досрочно освобождены из-под стражи. Однако валютное регулирование оставалось в силе, и поэтому ситуация ухудшилась после девальвации французского франка в июле 1937 года. На этот раз к протестам присоединились пенсионеры и DAF. Затем политическое руководство пришло на встречу с рабочими и увеличило компенсационное пособие, но они также стали более строго контролировать отдельных рабочих и строго наказывать подстрекателей. Андреас Клозен, бывший коммунист и член DAF, был арестован за государственную измену и умер четыре месяца спустя при невыясненных обстоятельствах.
Запрещённые и подпольные профсоюзы сыграли важную роль, но в конечном итоге конфликт в основном развязал DAF, так что политикам не удалось изолировать и криминализировать сопротивление. Тем не менее, массовый террор гестапо привёл к быстрой деполитизации протестов и к тому, что многие рабочие сделали упор на экономические мотивы.